# Llangernyw
Llangernyw est un village et une communauté du borough de comté de Conwy, au pays de Galles.
Il est situé dans l'est du borough de comté, sur la route A548 entre Llanrwst et Llanfair Talhaiarn. Au recensement de 2011, la communauté de Llangernyw comptait 1 079 habitants.